# Katalaner
| Antoni Gaudí och Gerard Piqué, födda och bosatta i Katalonien. |  | Antoni Gaudí och Gerard Piqué, födda och bosatta i Katalonien. |
| Antoni Gaudí och Gerard Piqué, födda och bosatta i Katalonien. |  |                                                                |

| Salvador Dalí och Mercè Rodoreda, födda och döda i Katalonien men delar av livet bosatta utanför regionen. |  | Salvador Dalí och Mercè Rodoreda, födda och döda i Katalonien men delar av livet bosatta utanför regionen. |
| Salvador Dalí och Mercè Rodoreda, födda och döda i Katalonien men delar av livet bosatta utanför regionen. |  | |

| Ramon Llull och Joan Fuster, katalanskspråkiga från andra delar av Katalanska länderna (Balearerna respektive Valenciaregionen). |  | Ramon Llull och Joan Fuster, katalanskspråkiga från andra delar av Katalanska länderna (Balearerna respektive Valenciaregionen). |
| Ramon Llull och Joan Fuster, katalanskspråkiga från andra delar av Katalanska länderna (Balearerna respektive Valenciaregionen). |  | |

Katalaner är invånare i Katalonien, alternativt människor som talar katalanska. I den senare betydelsen finns katalanerna spridda över ett område som ibland kallas Katalanska länderna. Huvudbetydelsen (noterad bland annat i Gran enciclopèdia catalana) är personer folkbokförda i den spanska autonoma regionen Katalonien och därmed underkastade regionens civilrätt.

## Utbredning

### Snäv/legal betydelse[2][3]
Enligt den spanska/katalanska lagstiftningen är någon katalan om den
- är minderårigt barn med katalansk far
- är myndigt barn med katalansk far och bosatt i Katalonien (oavsett om man är född i regionen eller ej)
- är född i Katalonien och med icke-katalansk far, såvida fadern/föräldern deklarerat att barnet ska underkastas katalansk lagstiftning
- annan person som blivit (folk)bokförd som katalan (veïnatge civil català) genom minst två års bosättning i Katalonien (och ansökt om inskrivning som katalan) eller minst tio års bosättning i Katalonien (utan ansökan).

Denna särskilda katalanska (folk)bokföring upphör när man flyttar från Katalonien.

### Vid betydelse
Människor med rötter i katalansk/katalanskspråkig kultur finns främst i den nordöstra delen av Spanien. Detta inkluderar Katalonien, Balearerna och angränsande områden; år 2006 motsvarade detta 8 miljoner invånare. En motsvarande grupp människor bor även i Andorra (30 000 personer år 2006), Roussillon ("Nordkatalonien", 300 000 personer år 2006, varav cirka 100 000 katalansktalande) och regionen Valencia. Större emigrantbosättningar finns även i Sydamerika, bland annat i Chile och Argentina.
I den nordsardinska staden Alghero talas sedan sen medeltid katalanska av en del av befolkningen.
Invånarna i Valenciaregionen definierar sin variant av språket som valencianska, och många hävdar språkets särart gentemot katalanskan/Katalonien. De språkliga institutionerna i regionen har dock numera accepterat att katalanska, baleariska och valencianska i allt praktiskt är samma språk.

### Upplevd identitet
Invånarna i Katalonien känner sig i varierande grad både som spanjorer och katalaner. I en större enkätundersökning hösten 2018 deklarerade 40 procent sig som lika mycket katalaner och spanjorer. I undersökningen förklarade sig 20 procent som mer katalaner än spanjorer och drygt 20 procent som endast katalaner. Detta kompletterades av 3 procent som kände sig som mer spanjorer än katalaner och drygt 7 procent som endast kände sig som spanjorer.
Siffrorna ovan kan jämföras med förhållandet mellan katalanskspråkiga och spanskspråkiga i regionen. I samma undersökning (se ovan) förklarade sig nästan 49 procent som främst spansk- och drygt 35 procent som främst katalanskspråkiga.

## Historik
Sedan 2007 års revidering av den autonoma regionen Kataloniens statuter är Katalonien definierad som en nation (nació; till skillnad från Spanien som definieras som stat, estat). Samtidigt definierades katalanerna som en nationalitet.

## Katalansk kultur
Den katalanska – inklusive den valencianska och baleariska – kulturen innehåller ett antal särdrag. Där finns särskilda traditioner inom mat (exempel: paella), musik och dans (exempel: sardana), festivalinslag (exempel: casteller och Les Falles) och arkitektur (exempel: modernisme). Den katalanska folkkulturen har utvecklats som regionala sedvänjor, vilka ofta spritts vidare inom det katalanska språkområdet.